# Bobbi Jo Griffin
Bobbi Jo Griffin (5 ottobre 2005) è una sciatrice alpina statunitense.

## Biografia
Specialista delle prove veloci attiva dal dicembre del 2021, in Nor-Am Cup Bobbi Jo Griffin ha esordito il 23 marzo 2022 a Sugarloaf in discesa libera (19ª) e ha conquistato la prima vittoria, nonché primo podio, il 10 dicembre 2024 a Panorama in supergigante; non ha debuttato in Coppa del Mondo e non ha preso parte a rassegne olimpiche o iridate.

## Palmarès

### Nor-Am Cup
- Miglior piazzamento in classifica generale: 14ª nel 2025
- 1 podio:
  - 1 vittoria

#### Nor-Am Cup - vittorie
| Data             | Località | Paese  | Specialità |
| ---------------- | -------- | ------ | ---------- |
| 10 dicembre 2024 | Panorama | Canada | SG         |

Legenda:

SG = supergigante

### South American Cup
- Miglior piazzamento in classifica generale: 15ª nel 2025
- 1 podio:
  - 1 vittoria

#### South American Cup - vittorie
| Data             | Località | Paese | Specialità |
| ---------------- | -------- | ----- | ---------- |
| 4 settembre 2024 | La Parva | Cile  | DH         |

Legenda:

DH = discesa libera